# Nay

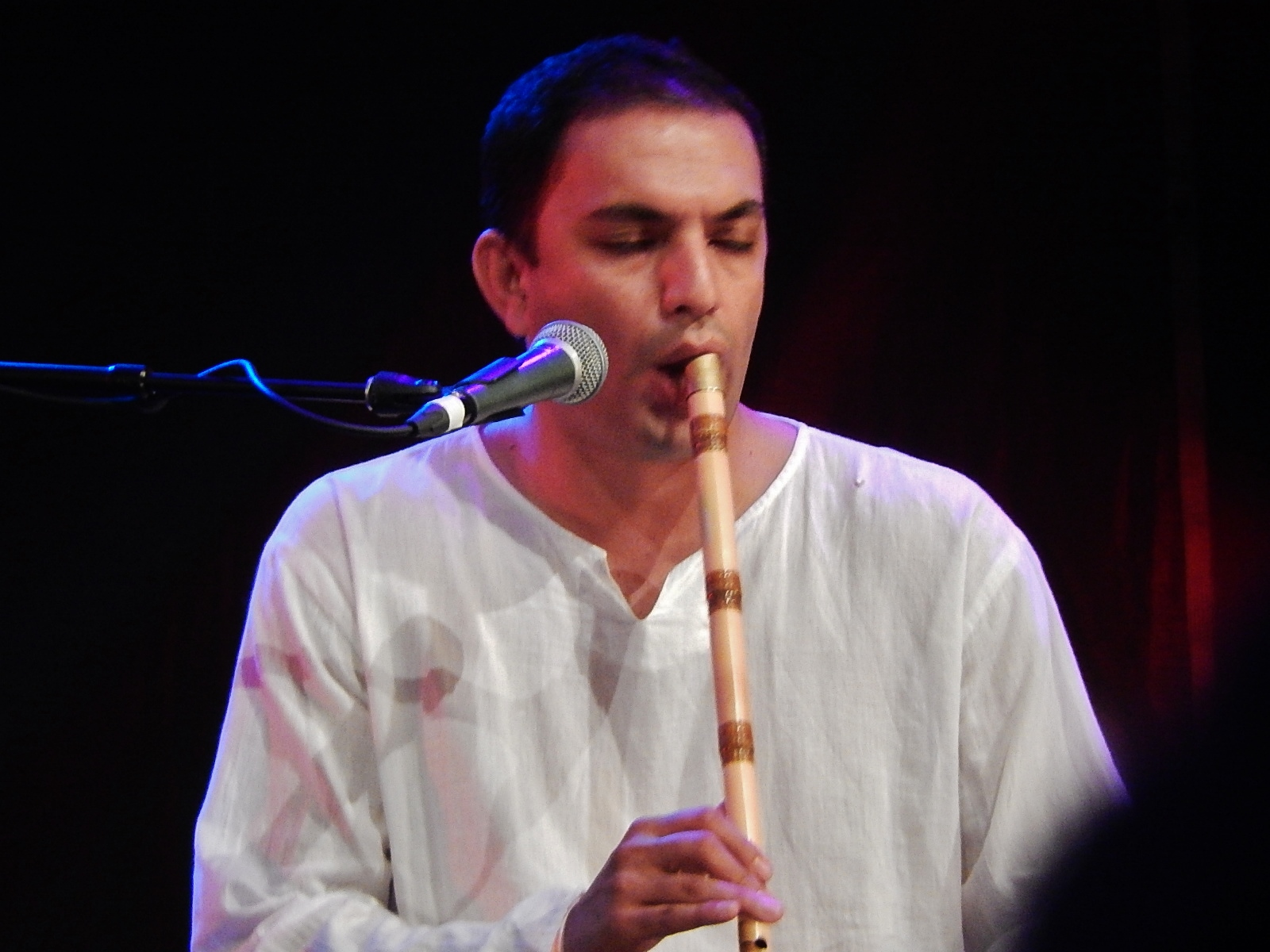
Musiker mit persischer ney

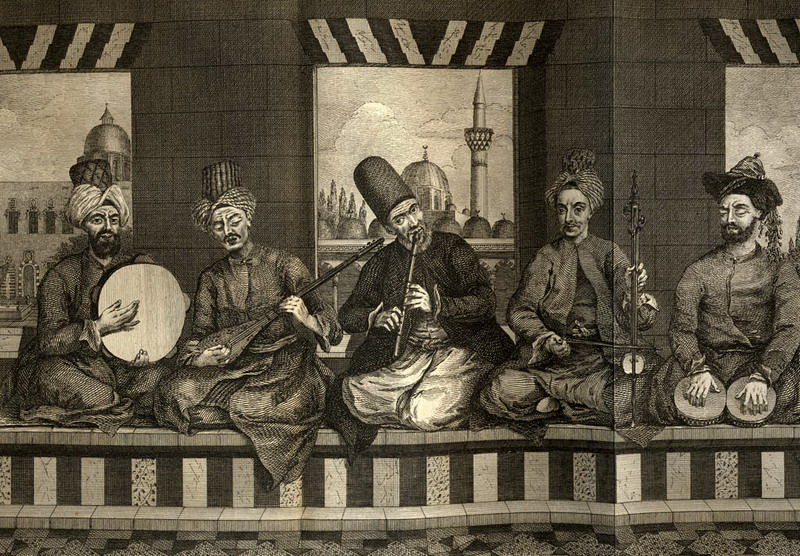
Osmanische Musikgruppe in Aleppo, Mitte 18. Jahrhundert. Von links nach rechts: Rahmentrommel daf, Langhalslaute tanbur, Längsflöte nay, Spießgeige kamangi und Kesseltrommelpaar nakara.

Nay, auch ney, nai und nej (persisch نِی, DMG ney, ‚Rohr, Rohrflöte; Schilf‘, und arabisch ناي, DMG nāy ‚Flöte‘), bezeichnet eine Gruppe von Endkantenflöten ohne Mundstück. Sie bestehen im Wesentlichen aus einem beidseitig offenen Rohr des Pfahlrohrs (botanische Bezeichnung Arundo donax L.) und werden als Längsflöte in der arabischen, türkischen, persischen und zentralasiatischen Musik gespielt. In einigen dieser Musiktraditionen sind ney die einzigen Blasinstrumente. Sie werden nachweisbar seit dem 3. Jahrtausend v. Chr. gespielt. Das macht sie zu den ältesten noch immer gespielten Musikinstrumenten der Welt. Die persischen und türkischen ney sind meist der traditionellen Kunstmusik vorbehalten.

## Bauform

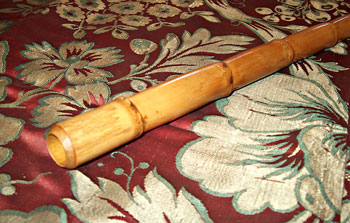
Anblaskante einer arabischen ney

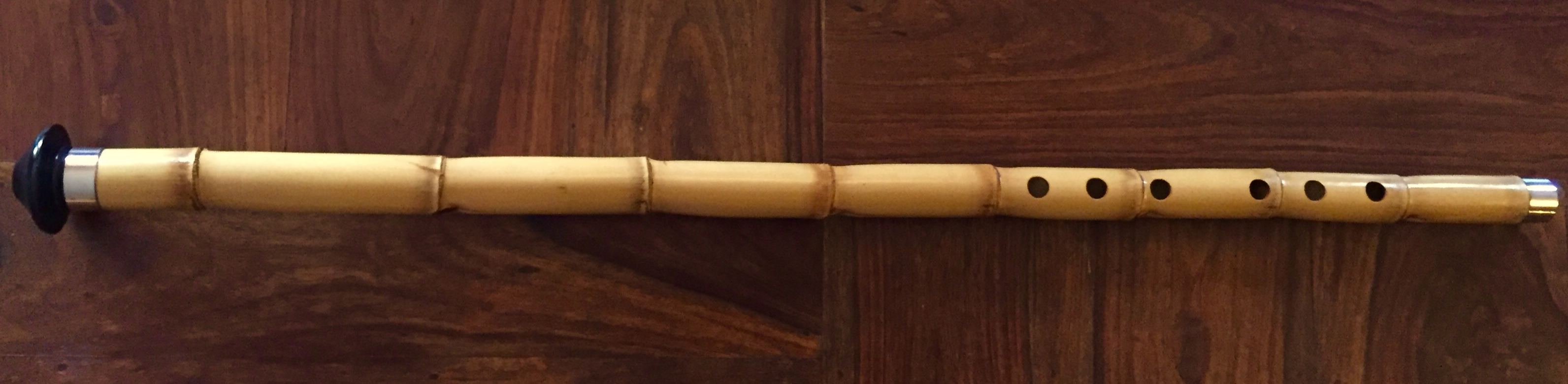
Türkische ney mit einer Lippenstütze (başpare)

Die Endkantenflöte nay besteht nur aus einem offenen Rohr ohne Mundstück, jedoch sind die Kanten zur Tonerzeugung beschliffen, werden mit einer Messinghülse versehen oder einer stabilen Folie umwickelt. Endkanten-Längsflöten werden beim Spielen schräg nach unten und manchmal etwas seitwärts gehalten. Die Bauformen und gespielten Skalen unterscheiden sich je nach Region.
Die türkische ney wird seit dem 11. Jahrhundert hauptsächlich mit einer aufgesetzten tellerförmigen Lippenstütze (başpare) traditionell aus Horn, Knochen, Elfenbein oder Holz, heute häufig aus Kunststoff, ausgestattet. Die offene dünnwandige başpare ist kein eigentliches Mundstück, sondern erleichtert die Positionierung an den Lippen. Die ney wird nach Verwendungszweck und Material von der aus gedrechseltem Holz hergestellten Hirtenflöte kaval unterschieden.
Die persische ney ist in Iran und Afghanistan verbreitet und wird in verschiedenen Größen von etwa 50 bis 75 Zentimetern Länge hergestellt. Sie wird meist aus einem sechsknotigen Rohrstück gefertigt, hat eine in der Regel aus Messing bestehende oder häufig aus Röntgenfilm geschnittene Anblaskante (persisch sari), die das Rohr geringfügig verlängert, und unterscheidet sich von den arabischen und türkischen Instrumenten vor allem durch die insgesamt sechs statt sieben Grifflöcher. Die ney wurde im 13. Jahrhundert von Rumi als Instrument zur Erhebung der menschlichen Seele zum göttlichen Prinzip der Liebe gepriesen. Auch heute noch hat die Rohrflöte ney in Iran eine tiefe symbolische Bedeutung. So müsse der Mensch „so werden wie eine ney, ganz leer und selbstlos, um zu klingen“.
Die 60 bis 70 Zentimeter lange ney von Aserbaidschan kann aus Holz, Rohr, Messing oder Kupfer bestehen. Sie war früher ein Musikinstrument der Schafhirten und ist heute selten.
Die rumänischen fluier fără dop („ohne Mundstück“) werden beim Spielen schräg nach unten und etwas seitwärts gehalten. Die fluier dobrogean, auch caval dobrogean, („Dobrudscha-Flöte“), besteht aus einem Pflanzenrohr mit sechs Fingerlöchern oben und einem Daumenloch unten.
In der Volksmusik im Maghreb ist die arabische Form der nay unter anderem als gasba oder guesba bekannt. Das Instrument mit sechs, selten sieben bis neun Löchern oben und einem Daumenloch unten ist ein beliebtes Instrument bei Viehhirten und kommt in den Zeremonien von Sufi-Bruderschaften zusammen mit der Rahmentrommel bendir zum Einsatz. Eine entsprechende Längsflöte in den arabischen Ländern des Nahen Ostens mit geringerem Tonumfang ist die nur in der Volksmusik gespielte schabbaba.
Die narh (nar) der pakistanischen Provinz Sindh hat wie die nel von Belutschistan Namen, Spielhaltung und Form von der ney übernommen. Die 60 bis 100 Zentimeter lange narh besetzt die östliche Grenze der Verbreitungsregion.

## Spielweise

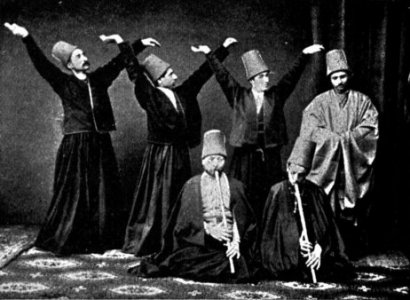
Mevlevi-Tänzer (1887), im Vordergrund zwei Ney-Spieler

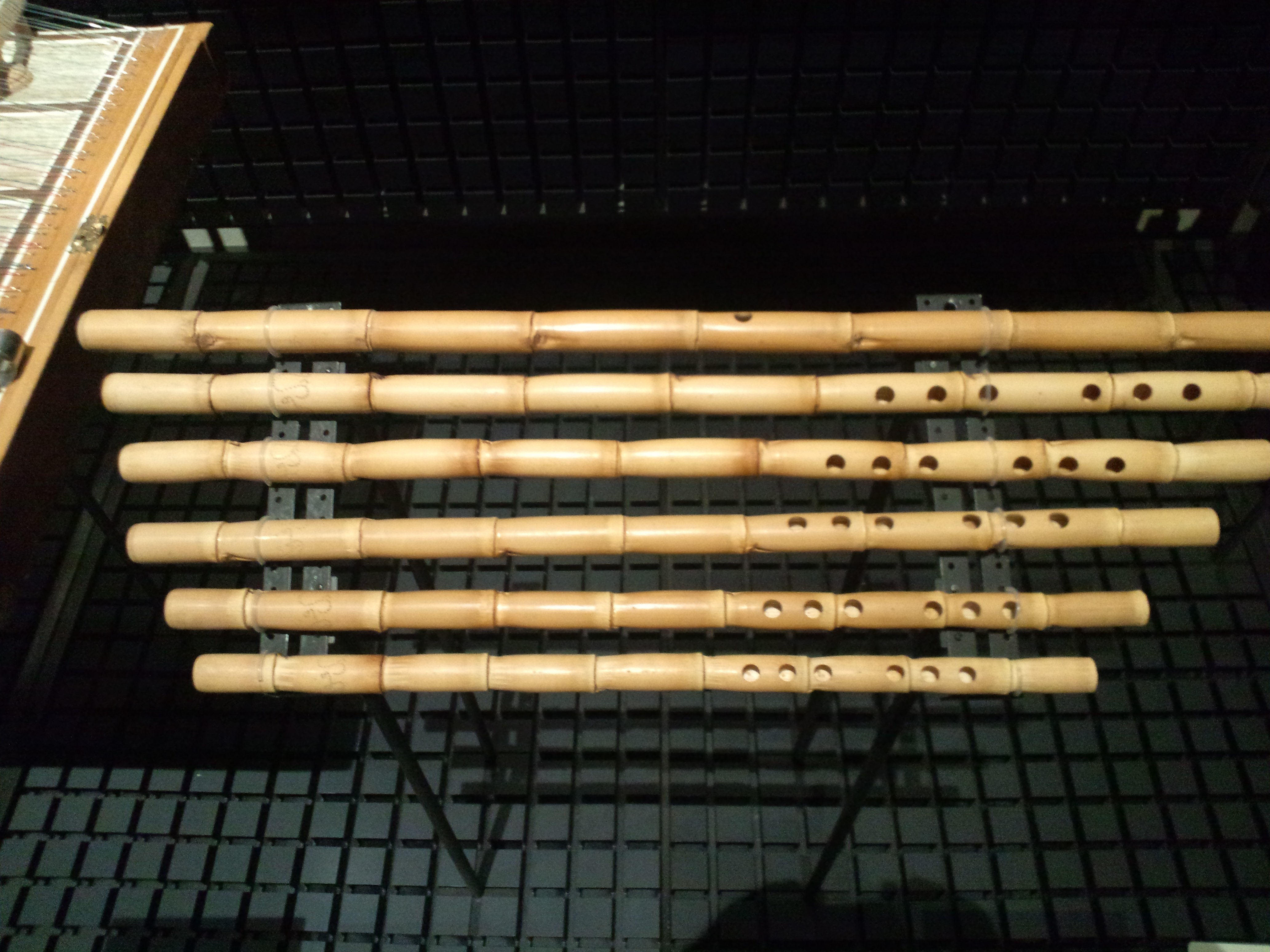
Ein Satz verschiedener ney, ausgestellt im Nationalmuseum für Ethnologie in Kairo

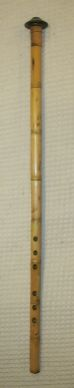
Türkische ney mit sechs Tonlöchern auf der Frontseite und einem Daumenloch gegenüber, mit Lippenstütze (başpare)

Da die benötigte Stimmung der nay vom benutzten orientalischen Tonsystem (Maqam oder Dastgah) abhängig ist, wird sie in unterschiedlicher Länge und damit in unterschiedlichen Tonhöhen, aber auch unterschiedlichen Intervallen gebaut. Viele Nay-Spieler haben deshalb einen ganzen Satz verschiedener Flöten, der in der Regel aus sechs Flöten besteht.
Die nay wird (mit Ausnahme der iranischen Variante) direkt am Ende des offenen Rohrs angeblasen. Die Tonhöhe wird durch das Abdecken und Öffnen von Löchern mit den Fingern mit Gabelgriffen, d. h. nicht nacheinander von unten nach oben öffnend, erzeugt. Als charakteristische Besonderheit dieser Anblas- und Flötenart kann die Tonhöhe zusätzlich durch Veränderung der Mundhöhle und der Lippen beeinflusst werden, bei unveränderter Fingerhaltung, und zwar bis zu etwa einem Ganztonschritt nach oben oder unten. Dies ermöglicht eine Vielzahl von Zwischentönen. Die meisten nay werden schräg (nach links oder rechts) vor den Mund gehalten und so geblasen, dass der Luftstrom auf die gegenüberliegende Kante der Rohröffnung trifft. Verschiedene Oktaven werden in einer Überblastechnik durch unterschiedlich scharfes Anblasen erzeugt.
Die nay spielt heute sowohl in der klassischen Musik der genannten Kulturkreise als auch in der modernen „pan-arabischen“ Popmusik eine wichtige Rolle. Ihre Existenz ist bis in das 3. Jahrhundert v. Chr. im ägyptischen Kulturraum, für den assyrischen bis in das 5. Jahrhundert v. Chr. nachgewiesen.
Ihr Klang, je nach Oktav-Lage warm bis durchdringend, wird meist als klagend oder sehnsuchtsvoll empfunden. So wie das Rohr aus seiner „Heimat“, dem Röhricht geschnitten wurde, symbolisiert sein Klang die Sehnsucht der von der Alleinheit getrennten Seele des spirituell suchenden Menschen nach ihrer ursprünglichen Heimat. In der Musik, hauptsächlich der türkischen Sufi-Orden (Tariqas) (beispielsweise der Mevlevis und Dscherrahis), nimmt sie eine zentrale Rolle ein. Sie wird von den Sufis daher auch „der verlängerte Atem Gottes“ genannt.
Das Blasinstrument sollte nicht mit der rumänischen Panflöte nai oder der türkischen Kurzoboe mey verwechselt werden.

## Tonstufen
Standardmäßig gibt es Flöten in sieben Tonstufen, die im Arabischen folgende Namen tragen:
- 1. Rāst راست (C)
- 2. Dukāh دوكاه (D)
- 3. Būsalīk بوسليك (E)
- 4. Ǧahārkāh جهاركاه (F)
- 5. Nawā نوا (G)
- 6. Ḥuseini حسيني (A)
- 7. ‘Aǧam عجم (Bb)

Im Türkischen tragen sie die folgenden Namen:
- 1. Bolâhenk (C)
- 2. Dâvud (D)
- 3. Şah (E)
- 4. Mansur (F)
- 5. Kız (G)
- 6. Yıldız (A)
- 7. Sipürde (Bb)

## Namhafte Ney-Spieler (Auswahl)
- Nayeb Asadollah (19. Jh.), Iran
- Nava'i, Schüler von Asdollah
- Niyazi Sayın (* 1927), Türkei
- Aka Gündüz Kutbay (1935–1979)
- Hassan Kasa'i (* 1928), Iran, Schüler von Nava'i
- Hossein Omoumi (* 1944), Iran
- Kudsi Ergüner (* 1952), Türkei
- Ahmed Şahin (* 1964), Türkei
- Aziz Şenol Filiz, Türkei
- Sadreddin Özçimi (* 1955), Türkei
- Pasha Hanjani (* 1978), Iran
- Yavari, Iran
- Halil Ibrahim Dogan, Türkei

## Andere Formen mit ähnlichen Namen
Die ney (nej) von Usbekistan, Tadschikistan und Karakalpakistan ist eine Querflöte, die aus unterschiedlichen Materialien bestehen kann, die oft durch ein Präfix im Namen angezeigt werden. So ist die agach-nai eine Holzflöte, die garau-nai eine Bambusflöte, die misnai eine Flöte aus Eisenblech und die brindgzhi-nai eine Messingflöte. Das Verbreitungsgebiet dieses Querflötentyps erstreckt sich vom südlichen Zentralasien bis in die Mongolei zur limbe.
Die rumänische Panflöte nai besteht aus mindestens 20 bis über 30, unten geschlossene Pfeifen, die in einem leichten Bogen miteinander verbunden sind.